# Chalkolit

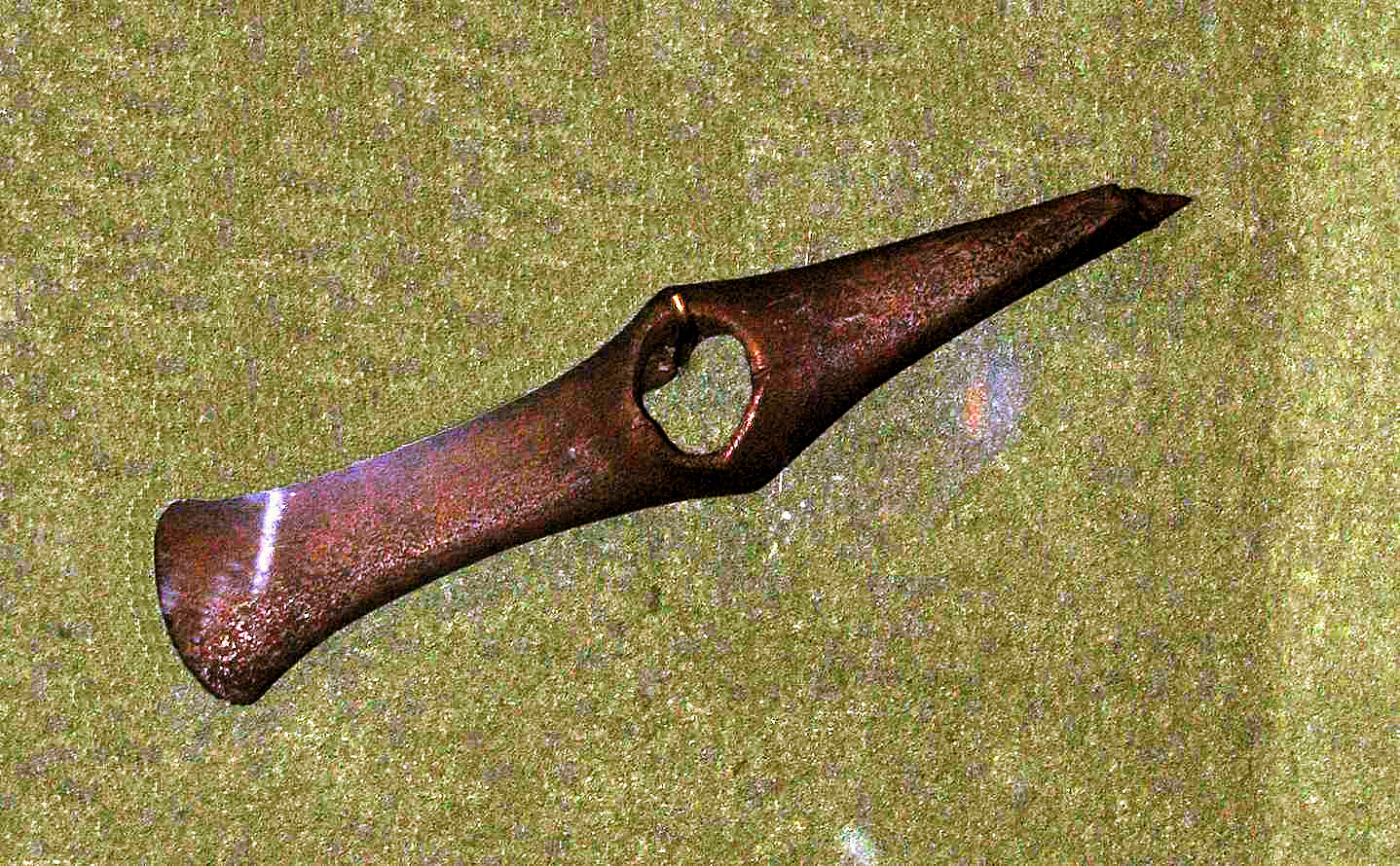
Miedziany topór z epoki miedzi znaleziony w okolicach Hajdúdorog na Węgrzech

Chalkolit (od gr. chalkós — miedź i lithos — kamień), także eneolit lub epoka miedzi – jedna z epok prehistorii, okres przejściowy między archeologicznymi epokami kamienia i brązu, w którym u ludów neolitycznych pojawiły się pierwsze użytkowe wyroby z metalu, głównie z miedzi (narzędzia, broń, ozdoby), obok pozostających wciąż w powszechnym użyciu narzędzi wyrabianych z krzemienia i in. kamienia.
Czas trwania eneolitu był zróżnicowany terytorialnie. Na ziemiach dzisiejszej Polski pierwsze wytwory z miedzi pojawiły się w drugiej połowie IV tysiąclecia p.n.e. w kulturze lendzielskiej i grupach kultury polgarskiej, jednak w porównaniu z terenami naddunajskimi i południowoeuropejskimi są to znaleziska niezbyt liczne i głównie z importu. Znane są również ślady rodzimego odlewnictwa i kucia miedzi (Złota k. Sandomierza).
Na ziemiach czeskich okres ten trwał między 4400 a 2000 lat p.n.e.
W Egipcie chalkolit trwał w latach między 5500 a 3100 p.n.e. W Europie (kultura Vinča) odkryto przemyślny warsztat hutnictwa miedzi z kominem i rurami napowietrzającymi datowany na ten sam początkowy okres. Znaleziono ozdobne figurki miedziane.